# Sanisette
 (novembre 2015).

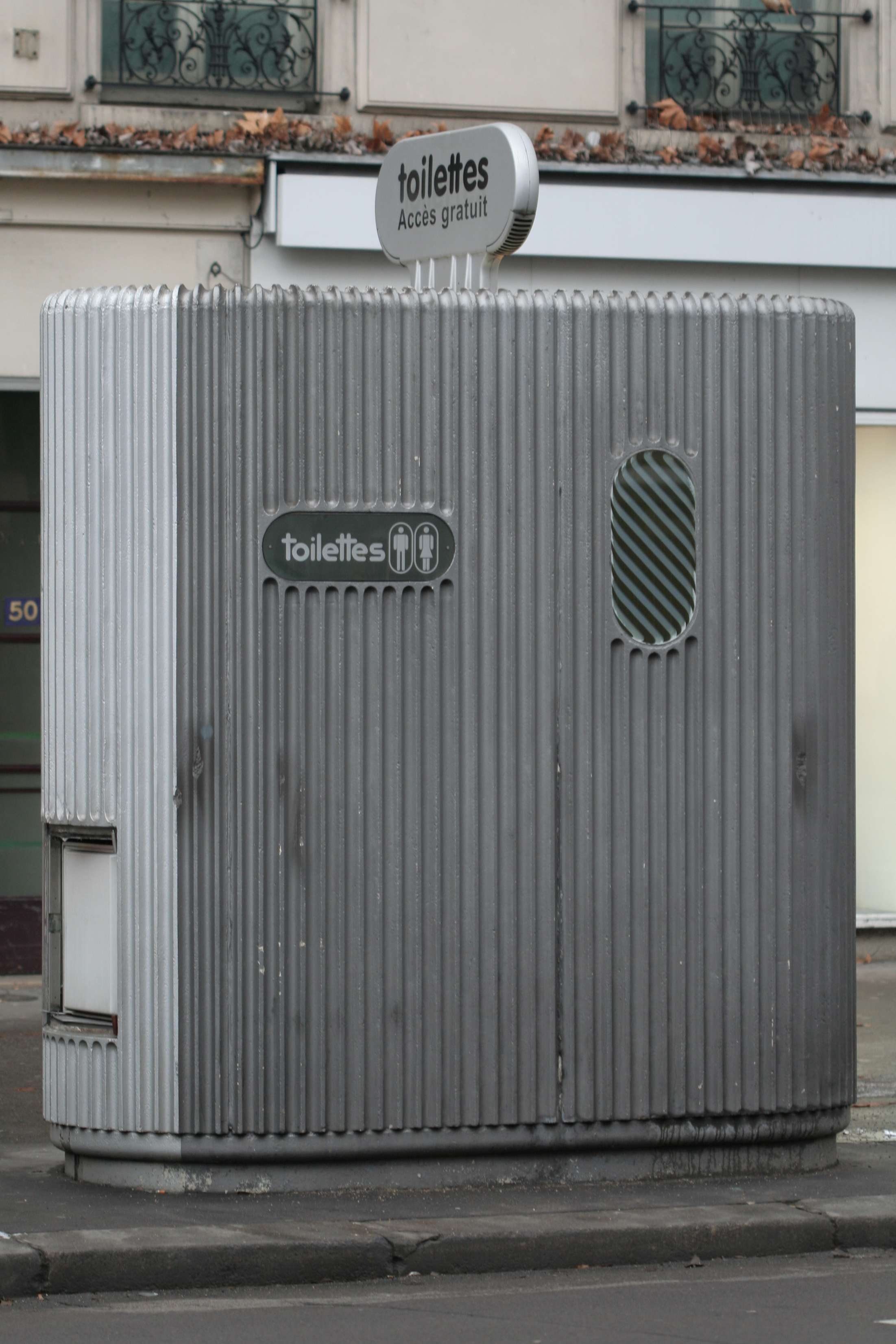
Une sanisette de la première génération à Paris.

Les sanisettes sont des toilettes publiques à entretien automatique, installées pour la première fois à Paris dans les années 1980 par la société JCDecaux pour remplacer les anciennes vespasiennes obsolètes et malodorantes. « Sanisette » est une marque commerciale déposée par la société JCDecaux, mais le mot est passé ensuite dans la langue française.

## Histoire
La première sanisette ouvre à Paris le 10 novembre 1981. En décembre 1981, il y en a 59 en service. Ces cabines sont installées dans les rues de la ville.
La première sanisette parisienne de seconde génération est posée au 1, avenue Stéphane-Mallarmé.
En 2010, il y a près de 400 sanisettes à Paris, certaines sont fermées dès 22 heures, d'autres restent ouvertes toute la nuit.

## Accessibilité

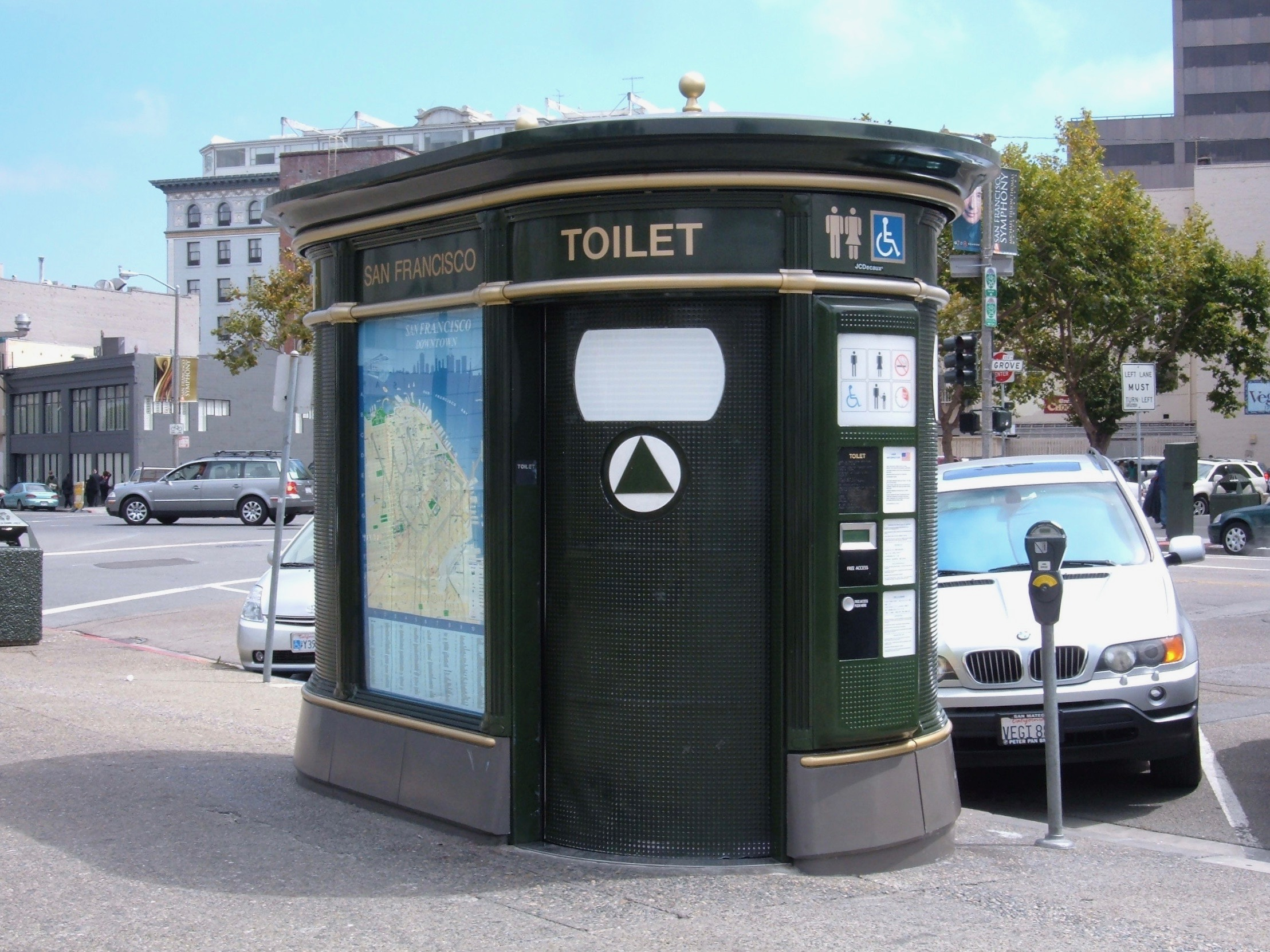
Une sanisette de la seconde génération à San Francisco.

Les sanisettes JCDecaux ne respectaient pas la législation française en matière d'accessibilité aux personnes handicapées.
Elles sont renouvelées à partir du 2 mars 2009. Les sanisettes de la seconde génération, conçues par Patrick Jouin, sont accessibles en fauteuil roulant et sont par conséquent plus volumineuses. Elles changent de design pour s'intégrer au nouveau style dérivé des bornes publiques de vélos vélib'. D'autre part, les instructions sont rédigées en plusieurs langues, ainsi qu'en braille, et peuvent être transmises par voie sonore. 
Le nouveau modèle est plus écologique que le précédent : il consomme 30 % moins d'eau et est éclairé par un puits de lumière et par un éclairage d'appoint à faible consommation.

## Économie
Le prix d'entrée des sanisettes parisiennes est originellement fixé par délibération du Conseil de Paris du 20 octobre 1981 à un franc. Depuis le 15 février 2006, elles sont gratuites.